# Edy Hubacher
Eduard Hubacher, detto Edy (Berna, 15 aprile 1940), è un ex bobbista, multiplista, discobolo e pesista svizzero.

## Biografia
Agli XI Giochi olimpici invernali (edizione disputatasi nel 1972 a Sapporo,  Giappone) vinse la medaglia d'oro nel bob a quattro con i connazionali Jean Wicki, Hans Leutenegger e Werner Camichel, partecipando per la nazionale svizzera, superando quella italiana e la tedesca. Il tempo totalizzato fu di 4'43"07, con un distacco inferiore al secondo rispetto agli altri classificati (4'43"83 e 4'43"92 i loro tempi). Inoltre vinse una medaglia di bronzo nel bob a due con Jean Wicki.